# North Berwick, Skottland
North Berwick är en ort i Storbritannien.   Den ligger i kommunen East Lothian och riksdelen Skottland, i den centrala delen av landet, 500 km norr om huvudstaden London. North Berwick ligger 8 meter över havet och antalet invånare är 6 439.
Terrängen runt North Berwick är platt. Havet är nära North Berwick åt nordost.  Närmaste större samhälle är Tranent, 19,1 km sydväst om North Berwick. 